# Музей Сен-Ремі
Музей Сен-Ремі — музей археології та мистецтва в Реймсі, Франція. Музей розміщений у колишньому абатстві Сен-Ремі, заснованому в шостому столітті, яке з 1099 року зберігало мощі святого Ремігія (єпископа Реймса, який навернув франкського короля Хлодвіга I у християнство в 496 році). Базиліка Сен-Ремі, що примикала до нього і була освячена в 1049 році, була його церквою абатства. З 1991 року обидві будівлі були внесені до списку Світової спадщини ЮНЕСКО через їхню видатну архітектуру та важливість у ранній французькій монархії.

## Будівля
Невідоме походження великого абатства в Реймсі лежить у маленькій каплиці 6-го століття, присвяченій святому Христофору. Успіх абатства був заснований на придбанні ним мощей Св. Ремі в 553 році; згодом на нього посипалися подарунки від благочестивих жертводавців. До 9 століття абатство мало близько 700 володінь і було, мабуть, найбагатшим у Франції.. Здається ймовірним, що світські священики були першими охоронцями реліквій, але їх змінили бенедиктинці. З 780 по 945 рік архієпископи Реймса служили його абатами. В абатстві Карл Великий прийняв папу Лева III.

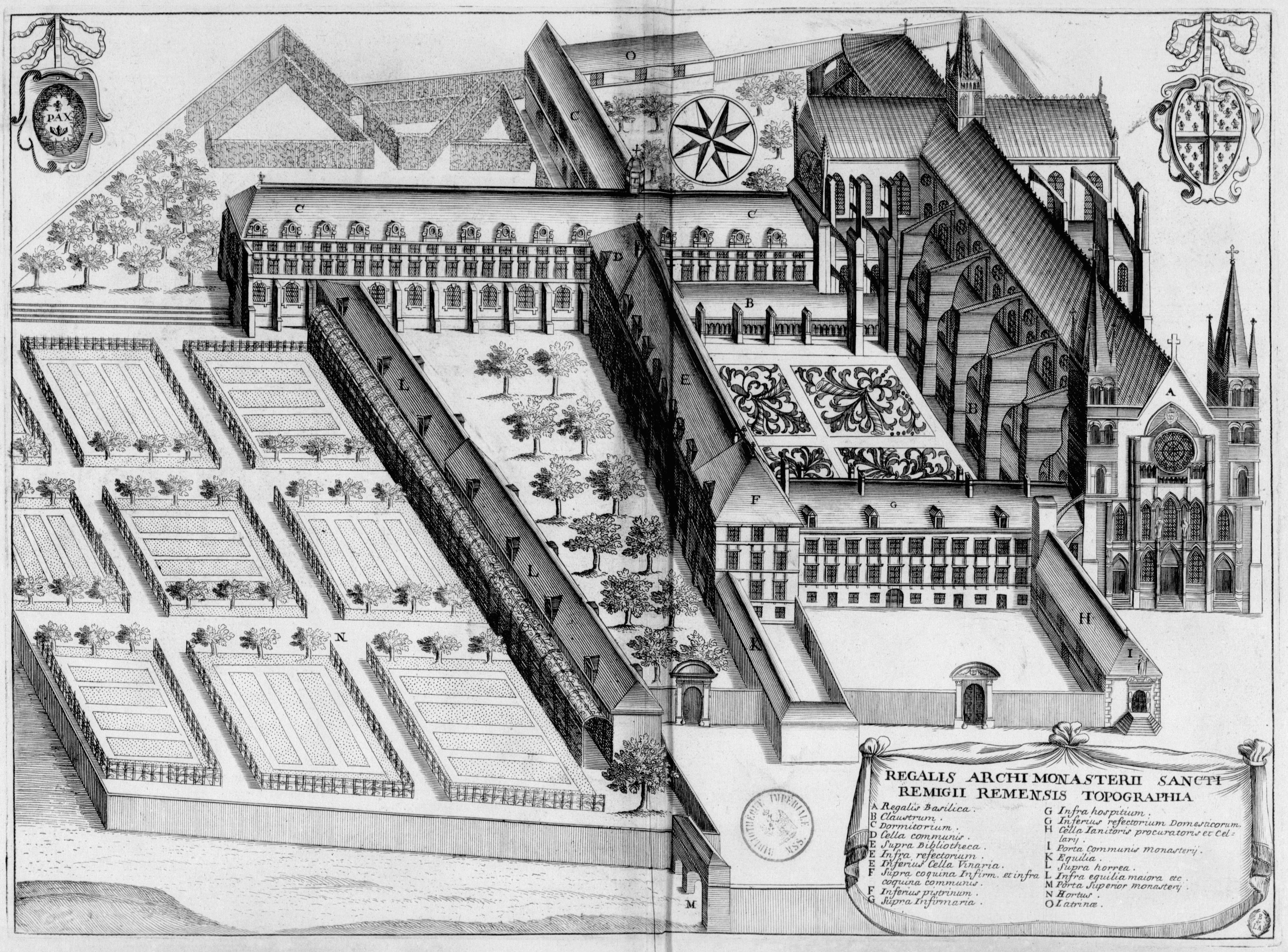

У 1005 році абат Авіар взявся за перебудову церкви Сен-Ремі, і протягом двадцяти років робота тривала безперервно, перш ніж склепіння впало, безсумнівно, через недостатню опору. Абат Теодоріх звів чудову базиліку, що збереглася до наших днів, яку Папа Лев IX освятив у 1049 році та надав їй багато привілеїв. Бібліотека абатства та його школи мали таку високу репутацію, що Папа Римський Олександр III написав абату Петру похвальний лист, який зберігся.
Приблизно з 1170 по 1180 рр. відбулася подальша перебудова, цього разу хору. Метою заміни короткої східної частини романської церкви було створення грандіознішого та просторішого інтер'єру для храму Святого Ремі. Святиню відірвали від попереднього місця, поруч із вівтарем, і перенесли далі на схід.
Серед видатних пізніших абатів, які походили з вищої знаті, можна згадати: Анрі де Лотарингія (1622—1641), який приєднав абатство до Конгрегації Св. Мавра; Жак-Ніколя Кольбер (1665), пізніше архієпископ Руанський; Шарль Моріс Ле Тельє (1680—1710); і Жозеф де Рошешуар, призначений абатом королем у 1745 році.
Багато цінних предметів з абатства було пограбовано в період Французької революції, а Свята Ампула коронації королів Франції, що зберігалася в абатстві, була знищена в 1793 році, але вітраж 12-го століття залишається.
Абатство Сен-Ремі разом із сусіднім собором Нотр-Дам де Реймс і палацом То стало об'єктом Світової спадщини ЮНЕСКО в 1991 році.

## Колекції

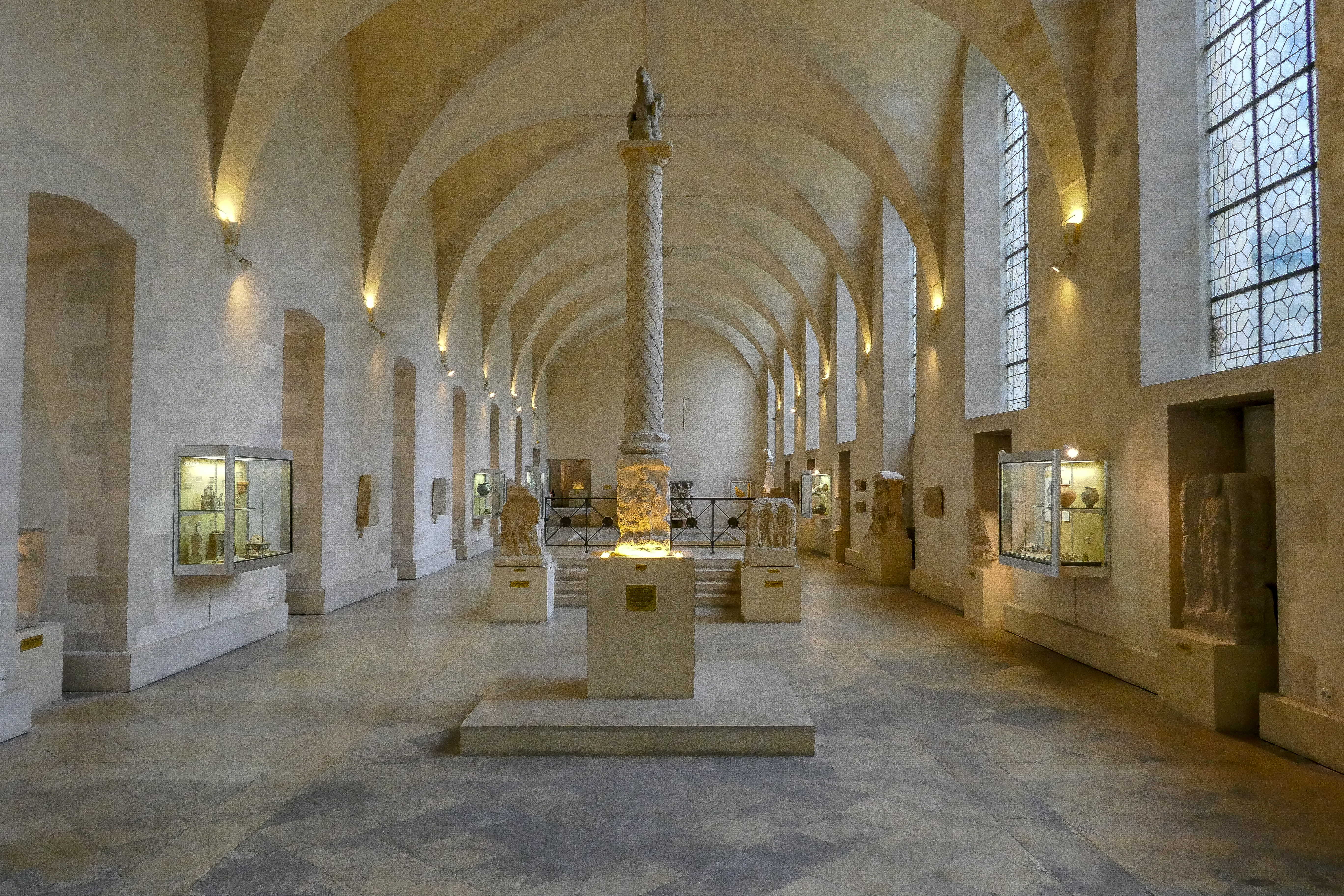

Музей містить гобелени 16-го століття, подаровані архієпископом Робером де Ленонкуром (дядьком однойменного кардинала), мармурові капітелі з четвертого століття нашої ери, меблі, ювелірні вироби, кераміку, зброю та вироби зі скла з шостого по восьме століття, середньовічна скульптура, фасад Будинку музикантів 13-го століття, залишки будівлі ранішого абатства, а також експонати галло-римського мистецтва та ремесел і кімната кераміки, ювелірних виробів та зброї галльської цивілізації, а також експозиція предмети від палеоліту до неоліту. В іншому відділі музею розміщена постійна військова експозиція.